# Нефёдов, Сергей Иванович
Серге́й Ива́нович Нефёдов (род. 21 июня 1947, Ростов-на-Дону, Ростовская область, СССР) — российский политический и общественный деятель, Герой Российской Федерации (1997), бывший испытатель Московского института медико-биологических проблем.

## Биография
Родился 21 июня 1947 года в Ростове-на-Дону. Русский.
- В 1962 году окончил среднюю школу № 52, работал слесарем-сборщиком на заводе «Пролетарский молот».
- В 1966—1969 годах проходил срочную службу в Советской Армии, окончил школу авиационных специалистов в Прикарпатском военном округе и служил в Москве испытателем авиационно-космических систем жизнеобеспечения и спасения в одном из НИИ Минобороны СССР.
- С 1969 года по 1976 год работал испытателем в Московском институте медико-биологических проблем Министерства здравоохранения СССР. Эксперименты и испытания: пребывание под воздействием 8-кратной силы тяжести в течение 17 минут и под воздействием 12-кратной силы тяжести в течение 3 минут; провел 56 суток в иммерсионной среде — в условиях жёсткой имитации невесомости.
- С 1976 года трудился в авиакомплексе «Шереметево» на инженерных и командных должностях.
- В 1981 году окончил Московский институт инженеров гражданской авиации (МИИГА).
- В 1997 году Указом Президента Российской Федерации от 17 ноября 1997 года за мужество и героизм, проявленные при испытаниях, связанных с освоением космического пространства, Нефёдову Сергею Ивановичу присвоено звание Героя Российской Федерации (этим же Указом звание Героя присвоено Костину Виктору Константиновичу, Кирюшину Евгению Александровичу и Цветову Владимиру Евгеньевичу).
- С 2001 года — замдиректора ОАО Булочно-кондитерский комбинат «Серебряный бор».

Почетный академик Российской академии космонавтики. Является председателем совета Мужества и отваги Общероссийской общественной организации «Офицеры России».
Живёт в Москве. Занимается политической деятельностью. Летом 2015 года вошёл в список партии «Гражданская инициатива» на выборах в Законодательное собрание Калужской области, которые прошли 13 сентября 2015 года.
Выдвинут в кандидаты Госдумы РФ 7 созыва от РППС по региональной группе Москва 2 номером.
Также поддержал одномандатную кандидатуру Дмитрия Гудкова от Партии «Яблоко».